# La Croix-de-Rozon
Pour les articles homonymes, voir Rozon.
La Croix-de-Rozon est une localité de la commune de Bardonnex à Genève.
Il y avait 48 habitants à La Croix-de-Rozon selon un recensement de 1843 (comprenant la Mure, Évordes,
Humilly et Surpierre), et 1 293 en 2000.